# Красота (альбом, Фёдоров и Волков)
«Красота» — совместный альбом Леонида Фёдорова и контрабасиста Владимира Волкова, на тексты А. Молева, А. Смурова и Дмитрия Озерского.
Презентация альбома состоялась 22 декабря 2006 года в Центральном доме художника.
Альбом является завершением трилогии, начатой альбомами «Таял» и «Безондерс».

## Список композиций
1. «Мао» (4:15)
2. «Шарон» (3:24)
3. «Буш» (3:55)
4. «Полпот А» (3:30)
5. «Фиделька» (3:08)
6. «Пин Пут» (4:17)
7. «Дед Мороз» (4:02)
8. «Зла нет» (5:58)

## В записи приняли участие
- Леонид Фёдоров — акустическая гитара, электрогитара, вокал, синтезатор, перкуссия
- Владимир Волков — синтезатор, контрабас, виола да гамба, виола par dessus, окарина, перкуссия, пианино
- Владимир Мартынов — фортепьяно (6)
- Мария Федотова — флейта (5)
- Виктор Бондарик — бас-гитара (3, 8)
- Лидия Фёдорова — вокал (1)